# Großsteingrab Angermünde
Das Großsteingrab Angermünde war eine megalithische Grabanlage vermutlich der jungsteinzeitlichen Trichterbecherkultur bei Angermünde im Landkreis Uckermark (Brandenburg). Es wurde im 19. Jahrhundert zerstört.

## Lage
Das Grab befand sich südlich von Angermünde, bei einem Kämmerei-Vorwerk zwischen der Berliner Landstraße und der Gemarkungsgrenze zu Herzsprung auf einem Feld.

## Beschreibung
Die Anlage besaß eine viereckige Grabkammer aus Feldsteinen. Über Maße und Ausrichtung liegen keine Angaben vor. Da die Kammer mehrere Decksteine besaß, von denen der größte 1822 bereits fehlte, dürfte es sich um einen erweiterten Dolmen oder einen Großdolmen gehandelt haben.
1822 wurde in dem Grab angeblich eine mit Asche gefüllte „Urne“ gefunden. Ihr Verbleib ist unbekannt und es ist unklar, ob es sich um ein fehlinterpretiertes jungsteinzeitliches Gefäß (bspw. einen Trichterbecher) oder um eine metallzeitliche Nachbestattung gehandelt hat.